# Juniperus standleyi
Juniperus standleyi ist eine Pflanzenart aus der Familie der Zypressengewächse (Cupressaceae). Sie ist im südlichen Mexiko und in Guatemala heimisch.

## Beschreibung
Juniperus standleyi wächst als immergrüner, niederliegender oder aufrechter Strauch oder Baum, der Wuchshöhen von bis zu 20 Meter erreichen kann. Die Äste gehen gerade oder aufsteigend vom Stamm. Die zahlreichen kurzen Zweige stehen dicht angeordnet an den Ästen und haben einen viereckigen Querschnitt. Die rötlich braune Borke wird mit zunehmendem Alter dunkelbraun, rau und bildet Schuppen aus.
Die hellgrünen bis blaugrünen, gewölbten Blätter sind bei einer Länge von 1,5 bis 1,7 Millimeter und einer Breite von 0,7 bis 1,1 Millimeter ei- bis rautenförmig geformt und stehen kreuzgegenständig an den Zweigen. Die mehr oder weniger durchscheinenden Blattränder sind normalerweise ganzrandig und nur manchmal unregelmäßig gezackt. Die Blattspitze ist normalerweise stumpf und nur an den längeren Blättern der Triebe spitz zulaufend. Die unauffälligen und inaktiven Blattdrüsen befinden sich zentral auf der Blattunterseite.
Juniperus standleyi ist zweihäusig-getrenntgeschlechtig (diözisch). Die männlichen Blütenzapfen werden 2 bis 3 Millimeter lang und 1,5 bis 1,8 Millimeter dick. Sie enthalten sechs bis zehn schildförmige Mikrosporophylle, welche drei bis vier Sporangien tragen. Die weiblichen Beerenzapfen sind bei einem Durchmesser von 5 bis 9 Millimeter annähernd kugelig geformt. Zur Reife im selben Jahr sind sie pupurbraun bis braun gefärbt und oft blaugrün bereift. Jeder der harzigen Zapfen trägt zwei bis vier braune Samenkörner. Die Samen sind bei einer Länge von 2,3 bis 3,5 Millimeter und einer Breite von 2,0 bis 2,5 Millimeter breit eiförmig geformt und weisen Harzgruben sowie mit gelben Harz gefüllte Furchen auf.

## Verbreitung und Standort
Das natürliche Verbreitungsgebiet von Juniperus standleyi umfasst die Gebirgsregionen Guatemalas und Chiapas, einem im Süden Mexikos gelegenen Bundesstaat.
Juniperus standleyi gedeiht in Höhenlagen von 3100 bis 4060 Meter. Dort wächst sie vor allem auf Böden, welche sich auf Kalkstein bilden. Es werden vor allem felsige Hänge, die Ränder von Tafelbergen sowie Schutthalden besiedelt. Auch in landwirtschaftlich genutzten Gebieten kann die Art Fuß fassen. An höher gelegenen Standorten kommt es zur Bestandsbildung mit Pinus hartwegii.

## Nutzung
Das Holz von Juniperus standleyi wird als Brenn- und Bauholz genutzt.

## Systematik
Die Erstbeschreibung als Juniperus standleyi erfolgte 1943 durch Julian Alfred Steyermark in Publications of the Field Museum of Natural History, Botanical Series, Band 23(1), Seite 3.

## Gefährdung und Schutz
Juniperus standleyi wird in der Roten Liste der IUCN als „stark gefährdet“ eingestuft. Es wird jedoch darauf hingewiesen, dass eine erneute Überprüfung der Gefährdung notwendig ist. Als Hauptgefährdungsgrund wird der starke Holzeinschlag genannt. Man findet die Art nur mehr in weniger als einem Drittel des ursprünglich etwa 700 km² großen Verbreitungsgebietes.